# 前4千纪
前4千纪，或称前第4个千年，标志着人类文明进程的大改变。農業廣泛散佈在歐亞大陸。它是青铜时代的开始，書寫亦在此时发明。世界人口在本千纪增加了一倍，大约从700万人增加到约1400万人。

## 事件
- 发现银。

## 文化
- 美索不达米亚
  - 苏美尔
  - Proto-Elamite
- 欧洲新石器时代和西部欧亚大陆。
  - 克里特岛: 米诺斯文明兴起。
- 印度次大陆
  - Mehrgarh III-VI
- 非洲

### 环境变化
根据美国冰川学家Lonnie Thompson研究（俄亥俄州立大学教授），前5200年左右全球气候转变，可能起因是太阳能源降低，而不是因为彗星或小行星撞入地球。但是各地发现很多全新世陨石记录，青铜期灭绝起因仍需要进一步探讨。
- 秘鲁安第斯山脉冰川埋藏很多植物标本，说明气候变化极快而剧烈，才可能保存大量植物至今。
- 爱尔兰和英国树木年轮指明这是最干燥时期。
- 南美湖床出土的花粉和以前有很大不同。
- 根据格林兰岛和南极冰芯记录，空气中甲烷量破最低记录。
- 北非撒哈拉地区开始沙漠化（前35世纪）。
- 美索不達米亞地区大洪水。
- 阿拉斯加聖保羅島的真猛獁象在公元前3750年滅絕

## 发明、发现、传入
- 古埃及出现第一座城市。 (前35世纪).

- 尼罗河上开始使用帆船。
- 使用铜，既用作工具也用作武器。
- 使用青铜，specifically by the Maykop culture.
- 马斯塔巴, 埃及金字塔的前身。
- 最早期的巨石阵（一个圆形的土堤岸和沟渠），可以追溯到约前3100年。

## 小说和神话
- 据玛雅曆，前3114年8月11日或8月13日，地球被创造。
- 朝鲜神话: 根據新羅學者Bak Jesang (박제상), 桓国(桓國) 于约前3898年瓦解。

## 世纪
- 前40世纪
- 前39世纪
- 前38世纪
- 前37世纪
- 前36世纪
- 前35世纪
- 前34世纪
- 前33世纪
- 前32世纪
- 前31世纪